# 赫尔穆特·雷特迈尔
赫尔穆特·雷特迈尔（德語：Helmut Rethemeier，1939年6月8日—），德国男子马术运动员。他曾代表西德参加1976年夏季奥林匹克运动会马术比赛，获得团体三项赛银牌和个人三项赛第十九名。